# Krupá (powiat Rakovník)
Krupá – gmina w Czechach, w powiecie Rakovník, w kraju środkowoczeskim. Według danych z dnia 1 stycznia 2021 liczyła 451 mieszkańców.